# Kolkhoz
Kolkhoz (tiếng Nga: колхо́з, một từ viết tắt của 'кол' лективное хозяйство, sở hữu tập thể, Kolektivnoye khozaystvo) là một hình thức trang trại tập thể ở Liên Xô. Kolkhoz tồn tại cùng với các trang trại nhà nước hoặc sovkhoz.  Đây là hai thành phần của khu vực trang trại xã hội hóa mà bắt đầu xuất hiện trong nông nghiệp ở Liên Xô sau khi Cách mạng Tháng Mười năm 1917, như một phản đề cho cấu trúc phong kiến của các nông nô nghèo và quý tộc địa chủ và cho cá nhân hoặc nuôi gia đình.
Những năm 1920 được đặc trưng bởi sự xuất hiện tự phát của các trang trại tập thể, dưới ảnh hưởng của các công nhân tuyên truyền đi du lịch. Ban đầu một trang trại tập thể giống như một phiên bản cập nhật của truyền thống Nga " xã ", sự chung chung "nuôi hiệp hội" (zemledel'cheskaya nhóm sản '), các hiệp hội canh tác chung đất đai (TOZ), và cuối cùng là kolkhoz. Sự thay đổi dần dần sang canh tác tập thể trong 15 năm đầu tiên sau Cách mạng Tháng Mười đã bị biến thành một "cuộc chạy tập thể và giẫm đạp dữ dội" trong chiến dịch tập thể hóa bắt buộc vào năm 1928 như là một biện pháp chống lại "các phần tử phản cách mạng".

## Tên
Từ tiếng Nga này được sử dụng trong các ngôn ngữ khác như một từ tiếng Nga, tuy nhiên một số ngôn ngữ khác được sử dụng như một phần của văn hóa riêng, tức là tiếng Ukraina: колгосп, tiếng Belarus: калгас, tiếng Litva: kolūkis, tiếng Estonia: kolhoos, tiếng Latvia: kolhozs.

## Kolkhoz như một giả-hợp tác xã
Là một trang trại tập thể, một kolkhoz được tổ chức hợp pháp như một hợp tác xã sản xuất. Điều lệ tiêu chuẩn của một kolkhoz, từ đầu những năm 1930 đã có hiệu lực pháp luật ở Liên Xô, là một mô hình của các nguyên tắc hợp tác được in. Nó nói về kolkhoz như một "hình thức hợp tác xã sản xuất nông nghiệp của nông dân tự nguyện đoàn kết vì mục đích sản xuất nông nghiệp chung dựa trên [...] lao động tập thể". Nó khẳng định rằng "kolkhoz được quản lý theo các nguyên tắc tự quản xã hội chủ nghĩa, dân chủ và cởi mở, với sự tham gia tích cực của các thành viên vào các quyết định liên quan đến mọi khía cạnh của đời sống nội bộ".